# Was wir fürchten (Fernsehserie)
Was wir fürchten ist eine deutsche Miniserie, die als erstes Neoriginal im Horror-Genre angesiedelt ist. Die Erstveröffentlichung der Serie war am 20. Oktober 2023 in der ZDFmediathek und am 31. Oktober 2023 im Programm von ZDFneo. Gedreht wurde 2022 in Prag und Umgebung. Die Serie und ihre Beteiligten wurden für mehrere Preise nominiert beziehungsweise mit diesen ausgezeichnet, darunter der Grimme-Preis, der Deutsche Fernsehpreis, der New Faces Award, der Jupiter und die DafFNE (Deutsche Akademie für Fernsehen).

## Handlung
Lisa zieht mit ihrer Mutter Franka in das abgelegene Großstetten im Schwarzwald. Franka, die neue Polizeichefin des Ortes, erhofft sich von dem Umzug vor allem einen Neuanfang für ihre Tochter. Die 17-Jährige wurde an ihrer alten Schule wegen ihrer Panikattacken gemobbt. Während Lisa vorsichtig Kontakt zu ihren neuen Mitschülern aufnimmt, wird sie bei der Gedenkfeier für die Opfer eines Amoklaufs an ihrer Schule Zeugin eines grausamen Selbstmords.
Simon, ebenfalls Schüler in Großstetten, wird von seinen Eltern derweil zur Rede gestellt: Sie haben herausgefunden, dass er schwul ist. Simons Vater Karl, Pfarrer einer strenggläubigen freikirchlichen Gemeinde, überzeugt seinen Sohn, sich einer Konversionstherapie zu unterziehen.

## Folgen
1. Jahrestag
2. Der rote Teufel
3. Narren
4. Familienbande
5. Gefangen
6. Erlösung

## Rezeption
Dieter Oßwald lobt: "Gegen diese Geisterbahn ist Netflix wie Kinderstunde." Er hebt "das leinwandpräsente Schauspiel-Trio Mina-Giselle Rüffer ("Druck"), Paul Ahrens ("Druck") sowie Alessandro Schuster ("Das Boot")" hervor, das sich "als charismatischer Coup mit enormem Empathie-Potenzial erweist". "Die Widerwärtigkeit jener "Konversionstherapie" derart souverän unaufgeregt zu entlarven, macht diese Geisterstunde zum perfekten Halloween-Abend: Horror mit Haltung."
Rainer Tittelbach bewertet die Serie auf tittelbach.tv mit 4,5 Sternen. Er befindet: "Die Jugend liebt Mystery & Horror. Umso besser, wenn dabei wie hier spannende Unterhaltung mit psychologischem Mehrwert entsteht. Der viereinhalbstündige Sechsteiler setzt auf Krimi-, Mystery- und Horrorelemente, ohne das Drama, die Konflikte der jugendlichen Charaktere mit ihren Eltern, als dramaturgisches Fundament zu vernachlässigen. Außerdem sind komplexe, anschlussfähige Themen unaufdringlich in die Narration eingebunden: Mobbing unter Schülern, Ausgrenzung als pädagogische Strategie, der Glaube als Freibrief für unmenschliches Verhalten, dargestellt an einer sektiererischen religiösen Gemeinschaft, die jungen Männern ihre Homosexualität abzutrainieren versucht."
Tilman P. Gangloff wertet die jugendlichen Mitwirkenden als ausnahmslos gut geführt, allen voran Mina-Giselle Rüffer, deren schauspielerische Leistung er als "hervorragend" bezeichnet. Gangloff hebt darüber hinaus die Erzählstruktur und Musikkomposition hervor: "Als das Drehbuch (Chefautorin: Judith Angerbauer) schließlich offenbart, wie die Ebenen tatsächlich miteinander zusammenhängen, ist der Knüller allerdings genauso wirkungsvoll wie die vielen Schockmomente, bei denen die Musik (Anna Kühlein) wie ein Messer ins Trommelfell sticht."
Timo Niemeier urteilt in seiner Kritik auf DWDL.de, dass "Was wir fürchten" auf "vielen Ebenen gelungen sei" und oft spielend leicht zwischen den Genres Horror, Mystery und Teenager-Drama wechsle. Besonders hebt er die Musikkomposition und schauspielerischen Leistungen hervor: "Die Musik verstärkt die Grusel-Wirkung, die von "Was wir fürchten" ausgeht, in den meisten Fällen noch um ein Vielfaches und ist preiswürdig. Apropos preiswürdig: Das ist auch der Cast, allen voran die Jung-Schauspieler rund um Mina-Giselle Rüffer und Paul Ahrens. (...) Und dann wäre da ja auch noch Leon, verkörpert von Alessandro Schuster, ein sensibler Junge, der durch den Amoklauf vor einem Jahr noch immer schwer traumatisiert scheint - und auch noch unter seinem herrischen Vater leidet. Zu nennen wäre im Cast auch Christopher Schärf, der den Chef der Konversionstherapie gleichzeitig so normal und doch psychopathisch darstellt, dass man als Zuschauer nie wissen kann, was er als nächstes macht."

## Produktion
Hauptdarsteller Paul Ahrens sagt über das Projekt: „Vor diesem Film war mir gar nicht bewusst, dass dieses Thema eine solch extreme Aktualität besitzt, gerade auch in Deutschland. Bislang hatte ich "Konversionstherapie" nur mit den USA in Verbindung gebracht. Je mehr ich mich im Vorfeld damit beschäftigte, desto schockierter bin ich gewesen. Umso wichtiger finde ich, solche Geschichten zu erzählen und diese Themen zu behandeln.“

## Auszeichnungen und Nominierungen
Deutscher Fernsehpreis 2024
- Auszeichnung in der Kategorie Beste Musik (Anna Kühlein)[9]
- Nominierung in der Kategorie Beste Montage Fiktion (Linda Bosch)[10]

Grimme-Preis 2024
- Nominierung in der Kategorie Jugend[11]
  - Buch: Judith Angerbauer (Chefautorin), Daniel Rübesam, Torsten Lenkeit
  - Regie: Daniel Rübesam
  - Redaktion: Diana Kraus, Elke Müller
  - Produktion: Karsten Günther, Nina Maag

DafFNE 2024 (Deutsche Akademie für Fernsehen)
- Auszeichnung in der Kategorie Bester Schauspieler Nebenrolle (Alessandro Schuster)[12]
- Nominierung in der Kategorie Filmschnitt (Linda Bosch)[13]

New Faces Award
- Nominierung in der Kategorie Beste Nachwuchsschauspielerin (Mina-Giselle Rüffer)[14]

Jupiter 2024
- Nominierung in der Jahresendwahl Kategorie Bester Darsteller (TV & Streaming) national (Paul Ahrens)[15]
- Nominierung in der Kategorie Beste Serie (TV & Streaming) national[16]